# Stefan Cedrowski (cześnik mścisławski)
Stefan Cedrowski herbu Odrowąż (zm. 5 lutego 1676) – cześnik mścisławski w latach 1668–1676.
W 1674 roku był elektorem Jana III Sobieskiego z województwa mińskiego.